# Робинсон, Александер
Александер Робинсон Дельгадо (исп. Alexander Robinson Delgado; род. 21 ноября 1988, Сан-Хосе, Коста-Рика) — коста-риканский футболист, защитник клуба «Депортиво Саприсса».

## Клубная карьера
Робинсон — воспитанник клуба «Депортиво Саприсса». Дебютировал с клубом 21 сентября 2008 года в матче против клуба «Сан-Карлос». В тот же матч Александер забил свой первый гол за клуб. За шесть сезонов сыграл с клубом 105 матчей и забил 12 голов.
В 2014 году перешёл в бразильский клуб «Жувентуде». Дебютировал 10 февраля 2014 года в матче против клуба «Пассо-Фундо».
В том же году вернулся в клуб «Депортиво Саприсса». За сезон забил 1 гол в матче против клуба «Уругвай де Коронадо».
В 2015 году перешёл в гватемальский клуб «Антигуа». Дебютировал с новым клубом 9 августа 2015 года в матче против клуба «Депортиво Петапа». Забил свой первый гол за клуб в матче против гватемальского клуба «Мунисипаль».
В 2016 году перешёл в коста-риканский клуб «Мунисипаль Гресия». Дебютировал 4 сентября 2017 года в матче против клуба «Депортиво Саприсса».
С 2017 года Александер снова играет за коста-риканский клуб «Депортиво Саприсса».

## Достижения
«Антигуа»
- Чемпион Гватемалы: Апертура 2016/17

 «Депортиво Саприсса»
- Обладатель Кубка Коста-Рики: 2013